# CD Olimpia Tegucigalpa
Club Deportivo Olimpia nogometni i bejzbolski klub iz Hondurasa kojemu je sjedište u Tegucigalpi, glavnom gradu Hondurasa. Natječu se u državnoj ligi Liga Nacional de Honduras, prvoj ligi u državi, a domaće utakmice igraju na stadionu Tiburcio Carias Andino. Klub je osnovan 1912. i oni su najuspiješniji nogometni klub u državi s 26. osvojenih naslova prvaka lige. Jedini su klub iz Hondurasa koji je dva puta osvojio prvenstvo CONCACAF-a.